# Silas Atopare
Silas Atopare, GCL, GCMG, född 1951 i Goroka i Eastern Highlands, död 16 september 2021 i Goroka, Eastern Highlands, var en papuansk politiker som var Papua Nya Guineas generalguvernör mellan den 20 november 1997 och den 20 november 2003. Han var med i Sjundedagsadventisterna.